# Bucculatrix ulocarena
Bucculatrix parthenica là một loài bướm đêm thuộc họ Bucculatricidae. Nó là loài bản địa của México, nhưng được đưa vào Queensland để làm thiên địch đối với loài Parthenium.
Sải cánh dài khoảng 5 mm. Khi trưởng thành chúng có màu trắng hoặc nâu.
Ấu trùng ăn Parthenium hysterophorus. 